# 28 avril en sport
28 mars 28 mai
Chronologies thématiques
- Croisades
- Ferroviaires
- Disney

Le 28 avril (118e jour de l'année ou 119e en cas d'année bissextile) en sport.

## Événements

### XXesièclede1901à1950
- 1906 :
  - (Football) : Heart of Midlothian FC gagne la Coupe d’Écosse en s’imposant en finale face à Third Lanarck, 1-0.
- 1923 :
  - (Omnisport) : inauguration à Londres du premier stade de Wembley — temple du football selon Pelé — construit en vue de l'exposition impériale britannique, qui doit se tenir l'année suivante. Wembley a, par la suite, accueilli les JO de 1948, la finale de la coupe du monde de football 1966, remportée à domicile par l'Angleterre, et de nombreuses finales de coupes d'Europe de football.
  - (Football) : Finale de la Coupe d'Angleterre.
- 1926 :
  - (Automobile) : à Pendine Sands, J. G. Parry-Thomas établit un nouveau record de vitesse terrestre : 274,59 km/h.
- 1928 :
  - (Athlétisme) : Lee Barnes porte le record du monde du saut à la perche à 4,30 mètres.
- 1934 :
  - (Athlétisme) : Walter Marty établit un nouveau record du monde du saut en hauteur à 2.06 mètres.
- 1935 :
  - (Sport automobile /Grand Prix automobile) : Targa Florio.

### XXesièclede1951à2000
- 1962 :
  - (Athlétisme) : Dave Tork porte le record du monde du saut à la perche à 4,93 mètres.
- 1968 :
  - (Tennis) : Ken Rosewall, joueur de tennis australien, est le premier joueur à gagner un tournoi « open » de l'histoire du tennis. Il empoche 1 000 livres sterling.
- 1974 :
  - (Sport automobile /Formule 1) : au Grand Prix automobile d'Espagne couru sur Circuit du Jarama près de Madrid, victoire de l'Autrichien Niki Lauda sur une Ferrari.
- 1991 :
  - (Sport automobile /Formule 1) : au Grand Prix automobile de Saint-Marin qui se déroulait sur le circuit Enzo et Dino Ferrari, victoire du Brésilien Ayrton Senna sur une McLaren-Honda.
- 1996 :
  - (Sport automobile /Formule 1) : au Grand Prix automobile d'Europe qui se déroulait sur le Nürburgring en Allemagne, victoire du Canadien Jacques Villeneuve sur une Williams-Renault.

### XXIesiècle
- 2002 :
  - (Sport automobile /Formule 1) : au Grand Prix automobile d'Espagne couru sur le Circuit international de Catalogne à Montmeló, victoire de l'Allemand Michael Schumacher sur une Ferrari.
- 2012 :
  - (Football /Coupe de France) : l'Olympique lyonnais gagne la Coupe de France face au club amateur de l'US Quevilly (1-0).
- 2015 :
  - (Football /Ligue 2) : Troyes bat Angers (2-1) et assure son retour en L1.

## Naissances

### XIXesiècle
- 1872 :
  - Carl Bonde, cavalier de dressage suédois. Champion olympique aux Jeux de Stockholm 1912 et médaillé d'argent par équipes aux Jeux d’Amsterdam 1928. († 13 juin 1957).
- 1886 :
  - Arthur Shaw, athlète de haies américain. Médaillé de bronze du 110m haies aux Jeux de Londres 1908. († 18 juillet 1955).
- 1899 :
  - Len Davies, footballeur gallois. (23 sélections en équipe nationale). († 23 novembre 1945).

### XXesièclede1901à1950
- 1901 :
  - Henry Stallard, athlète de demi-fond britannique. Médaillé de bronze du 1 500m aux Jeux de Paris 1924. († 21 octobre 1973).
- 1908 :
  - Ethel Catherwood, athlète de sauts canadienne. Championne olympique de la hauteur aux Jeux d'Amsterdam 1928. († 26 septembre 1987).
- 1912 :
  - József Sir, athlète de sprint hongrois. († 22 septembre 1996).
- 1919 :
  - Wally Stanowski, hockeyeur sur glace canadien. († 28 juin 2015).
- 1937 :
  - John White, footballeur écossais. Vainqueur de la Coupe d'Europe des vainqueurs de coupe 1963. (22 sélections en équipe nationale). († 21 juillet 1964).
- 1941 :
  - Lucien Aimar, cycliste sur route français. Vainqueur du Tour de France 1966 et des Quatre Jours de Dunkerque 1967.
  - Flynn Robinson, basketteur américain. († 23 mai 2013).
- 1942 :
  - Mike Brearley, joueur de cricket puis dirigeant sportif anglais. (39 sélections en Test cricket). Président du Marylebone Cricket Club de 2007 à 2008.
- 1948 :
  - Alfio Molina, hockeyeur sur glace suisse.

### XXesièclede1951à2000
- 1951 :
  - Larry Smith, canadien et joueur de foot canadien.
- 1953 :
  - Brian Greenhoff, footballeur anglais. (18 sélections en équipe nationale). († 22 mai 2013).
- 1958 :
  - Hal Sutton, golfeur américain. Vainqueur de l'USPGA 1983 et de la Ryder Cup 1999.
- 1959 :
  - Dainis Kūla, athlète de lancers soviétique puis letton. Champion olympique du javelot aux Jeux de Moscou 1980.
- 1960 :
  - Bruno Germain, footballeur français. (1 sélection en équipe de France).
  - Walter Zenga, footballeur puis entraîneur italien. Vainqueur de la Coupe UEFA 1991 et 1994. (58 sélections en équipe nationale).
- 1961 :
  - Attila Mizsér, pentathlonien hongrois. Champion olympique aux Jeux de Séoul 1988 et médaillé d'argent à ceux de Barcelone 1992. Champion du monde de pentathlon moderne en individuel 1985, par équipes 1987, par équipes et en relais 1989 et par équipes 1993. Champion d'Europe de pentathlon moderne par équipes et en relais 1993.
- 1963 :
  - Lloyd Eisler, patineur artistique de couple canadien. Médaillé de bronze en couple aux Jeux d'Albertville 1992 et Jeux de Lillehammer 1994. Champion du monde de patinage artistique en couple 1993.
- 1964 :
  - Stephen Ames, golfeur canadien.
  - Roland Jourdain, skipper français.
  - Barry Larkin, joueur de baseball américain.
- 1966 :
  - Jean-Luc Crétier, skieur puis consultant TV français. Champion olympique de la descente aux Jeux de Nagano 1998.
  - John Daly, golfeur américain. Vainqueur de l'USPGA 1991 et de l'Open britannique 1995.
  - Sándor Hódosi, kayakiste hongrois. Champion olympique du K-2 - 1000 m aux Jeux de Séoul 1988. Champion du monde de course en ligne de canoë-kayak de K-2 10000 m et de K-4 1000 m 1989.
- 1967 :
  - Michel Andrieux, rameur français. Médaillé de bronze en deux sans barreur aux Jeux d'Atlanta 1996 puis champion olympique en deux sans barreur aux Jeux de Sydney 2000. Champion du monde d'aviron du quatre de pointe sans barreur 1993 et du deux de pointe 1997.
- 1968 :
  - Andy Flower, joueur de cricket puis entraîneur zimbabwéen. (63 sélections en Test cricket).
- 1969 :
  - Carl Rosenblad, pilote de course automobile suédois.
- 1970 :
  - Richard Fromberg, joueur de tennis australien.
  - Nicklas Lidström, hockeyeur sur glace suédois. Champion olympique aux Jeux de Turin 2006. Champion du monde de hockey sur glace 1991.
  - Diego Simeone, footballeur puis entraîneur argentin. Médaillé d'argent aux Jeux d'Atlanta 1996. Vainqueur des Copa América 1991 et 1993, de la Coupe UEFA 1998 puis de la Ligue Europa 2012. (106 sélections en équipe nationale).
- 1973 :
  - Pedro Miguel Pauleta, footballeur portugais. (88 sélections en équipe nationale).
- 1974 :
  - Emile Abraham, cycliste sur route trinidadien.
  - Małgorzata Dydek, basketteuse polonaise. Championne d'Europe de basket-ball 1999. († 27 mai 2011).
- 1975 :
  - Michael Walchhofer, skieur autrichien. Médaillé d'argent de la descente aux Jeux de Turin 2006. Champion du monde de ski alpin de la descente 2003.
- 1976 :
  - Tom Colsoul, pilote de rallye belge.
- 1980 :
  - Josh Howard, basketteur américain.
  - Bradley Wiggins, cycliste sur piste et sur route britannique. Médaillé de bronze de la poursuite par équipes aux Jeux de Sydney 2000, champion olympique de la poursuite individuelle, médaillé d'argent de la poursuite par équipes et médaillé de bronze de l'américaine aux Jeux d'Athènes 2004, champion olympique de la poursuite individuelle et par équipes aux jeux de Sydney 2008 puis champion olympique de la poursuite par équipes aux Jeux de Rio 2016. Champion du monde de cyclisme sur piste de la poursuite individuelle 2003, champion du monde de cyclisme sur piste de la poursuite individuelle et par équipes 2007, champion du monde de cyclisme sur piste de la poursuite individuelle et par équipes puis de l'américaine 2008 puis champion du monde de cyclisme sur piste de l'américaine 2016. Vainqueur du Tour de France 2012 et du Tour de Grande-Bretagne 2013.
- 1981 :
  - Vencelas Dabaya, haltérophile franco-camerounais. Médaillé d'argent des -69 kg aux Jeux de Pékin 2008. Champion du monde d'haltérophilie des -69 kg 2006.
- 1983 :
  - Thomas Waldrom, joueur de rugby à XV néo-zélandais et anglais. (5 sélections avec l'équipe d'Angleterre).
- 1984 :
  - Dmitri Torbinskiy, footballeur russe. (30 sélections en équipe nationale).
- 1985 :
  - Mathilde Johansson, joueuse de tennis française.
- 1986 :
  - David Krejčí, hockeyeur sur glace tchèque.
  - Liu Qing, athlète de demi-fond chinoise.
  - Roman Polák, hockeyeur sur glace tchèque.
- 1988 :
  - Vanessa Bernauer, footballeuse suisse. (53 sélections en équipe nationale).
  - Juan Mata, footballeur espagnol. Champion du monde de football 2010. Champion d'Europe de football 2012. Vainqueur de la Ligue des champions 2012 et de la Ligue Europa 2013. (40 sélections en équipe nationale).
- 1989 :
  - Mathilde Andraud, athlète de lancers de javelot française.
  - Misato Nakamura, judokate japonais. Médaillée de bronze des -52 kg aux Jeux de Pékin 2008 et aux Jeux de Rio 2016. Championne du monde de judo des - 52 kg 2009, 2011 et 2015.
- 1992 :
  - Jonas Aguenier, volleyeur français. Champion d'Europe de volley-ball masculin 2015. (36 sélections en équipe de France).
  - Tony Yoka, boxeur français. Champion olympique des +91 kg aux Jeux de Rio 2016. Champion du monde de boxe amateur des +91 kg 2015.
- 1993 :
  - Nicolas Courbière, athlète de lancers de sprint français.
  - Marquis Teague, basketteur américain.
- 1994 : 
  - Daniel Malescha, volleyeur allemand. (29 sélections en équipe nationale).
- 1995 :
  - Igor Rabello, footballeur brésilien.
- 1996 :
  - Almamy Touré, footballeur franco-malien.
- 1997 :
  - Santiago Yusta, basketteur espagnol. (10 sélections en équipe nationale).
- 1999 :
  - Alex Vigo, footballeur argentin.
  - KZ Okpala, basketteur américano-nigérian.
- 2000 :
  - Ellie Carpenter, footballeuse australienne. Victorieuse des Ligues des champions féminine 2020 et 2022. (63 sélections en équipe nationale).

### XXIesiècle
- 2001 :
  - Kai Cipot, footballeur slovène.
  - Zoé Claessens, cycliste de BMX suisse. Médaillée d'argent de la course par équipes mixte aux Jeux de Buenos Aires 2018.
- 2002 :
  - Michele Besaggio, footballeur italien.
  - Pablo Cuñat, footballeur espagnol.
  - Brage Skaret, footballeur norvégien.
- 2005 :
  - Rodrigo Ribeiro, footballeur portugais.

## Décès

### XXesièclede1901à1950
- 1918 :
  - Louis Darragon, 35 ans, cycliste sur piste français. Champion du monde de cyclisme sur piste du demi-fond 1906 et 1907. (° 6 février 1883).

### XXesièclede1951à2000
- 1967 :
  - Joseph Mostert, 54 ans, athlète de demi-fond belge. Médaillé d'argent aux CE d'athlétisme 1938. (° 26 juin 1912).
- 1973 :
  - Piero Drogo, 46 ans, pilote de courses automobile italien. (° 8 août 1926).
  - Clas Thunberg, 80 ans, patineur de vitesse finlandais. Champion olympique du 1 500m, du 5 000m et du combiné, médaillé d'argent du 10 000m puis de bronze du 500m aux Jeux de Chamonix 1924 et ensuite champion olympique du 500m et du 1500m aux Jeux de Saint-Moritz 1928. Champion du monde toutes épreuves de patinage de vitesse 1923, 1925, 1928, 1929 et 1931. Champion d'Europe toutes épreuves de patinage de vitesse 1922, 1928, 1931 et 1932. (° 5 avril 1893).
- 1977 :
  - Sepp Herberger, 80 ans, entraîneur de football allemand. Sélectionneur de équipe d'Allemagne de 1936 à 1942 et de 1950 à 1964. (° 28 mars 1897).
- 1987 :
  - Paul Martin, 85 ans, athlète de demi-fond suisse. Médaillé d'argent du 800m aux Jeux de Paris 1924. (° 11 août 1901).
- 1999 :
  - Alf Ramsey, 79 ans, footballeur puis entraîneur anglais. (32 sélections en équipe d'Angleterre). Sélectionneur de l'équipe d'Angleterre de 1963 à 1974 championne du monde de football 1966. (° 22 janvier 1920).

### XXIesiècle
- 2001 :
  - Sergueï Morozov, 49 ans, cycliste sur route soviétique puis russe. (° 29 septembre 1951).
- 2007 :
  - Johnny Perkins, 54 ans, joueur football U.S américain. (° 21 avril 1953).
- 2012 :
  - Fred Allen, 92 ans, joueur de rugby à XV puis entraîneur néo-zélandais. Sélectionneur de l'équipe de Nouvelle-Zélande de 1968 à 1969. (6 sélections en équipe nationale). (° 2 février 1920).
  - Ervin Zádor, 76 ans, joueur de water-polo hongrois. Champion olympique aux Jeux de Melbourne 1956. (° 7 juin 1935).
- 2014 :
  - Edgar Laprade, 94 ans, hockeyeur sur glace canadien. (° 10 octobre 1919).